# Mistrz Świętego Seweryna
Mistrz Świętego Seweryna lub Mistrz Legendy Świętego Seweryna (ur. ok. 1460/70, zm. 1515/20) – późnogotycki malarz niemiecki czynny w Kolonii.
Przydomek otrzymał od cyklu dwudziestu obrazów przedstawiający sceny z życia św. Seweryna i znajdujących się w bazyliki św. Seweryna w Kolonii.

## Twórczość i styl
Mistrz Świętego Seweryna był jednym z ostatnich ważnych przedstawicieli malarzy kolońskich późnego średniowiecza. Stylowo jego prace bardzo podobne są do obrazów Mistrza Legendy św. Urszuli, z którym był utożsamiany. Dopiero w XX wieku, historyk Aldenhoven w 1906 roku oraz niemiecki historyk Harald Brockmann dokonał rozdziału prac tych dwóch artystów. Mistrz Świętego Seweryna tworzył w tym samym okresie ale urodził się w Kolonii; Mistrz Legendy św. Urszuli prawdopodobnie do Kolonii przybył z Niderlandów. Nauczycielem Mistrza Świętego Seweryna był prawdopodobnie Mistrz Świętej Rodziny a od o dziesięć lat starszego, Mistrza św. Urszuli, przejął manierę kolorystyczną. W 1969 roku ze stylem Mistrza Świętego Seweryna powiązano prace witrażysty Mistrza Clais.

## Przypisywane prace

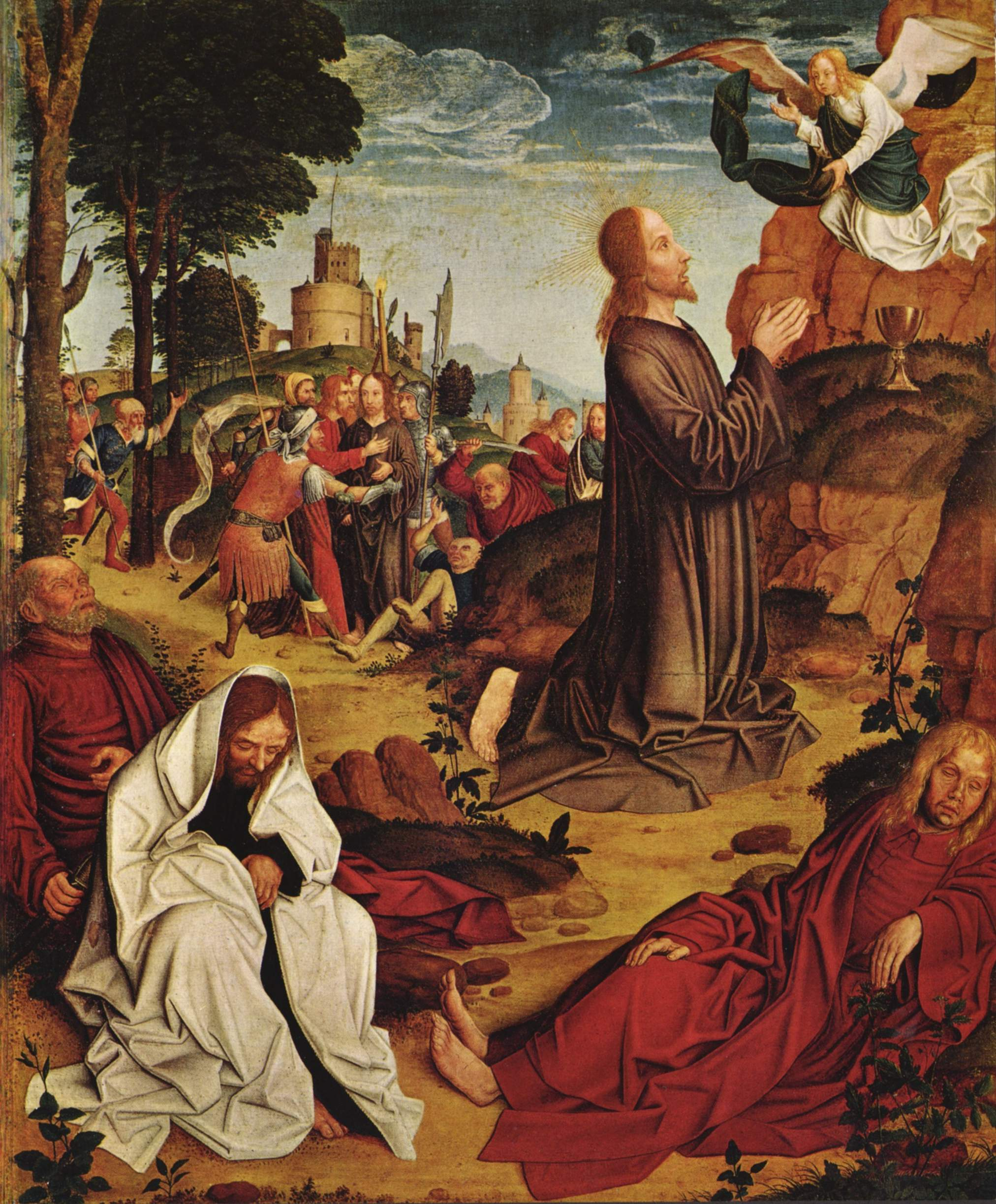
Chrystus na Górze Oliwnej